# Notochloe microdon
Notochloe microdon là một loài thực vật có hoa trong họ Hòa thảo. Loài này được (Benth.) Domin mô tả khoa học đầu tiên năm 1911.